# Alexandre Paternotte de la Vaillée
Baron Alexandre Paternotte de la Vaillée (Bern, 6 mei 1923 - Brussel, 2 december 2014) was een Belgisch diplomaat.

## Levensloop
Alexandre Paternotte de la Vaillée was een zoon van diplomaat baron Alexandre Paternotte de la Vaillée (1888-1966) en Ann Cruger (1889-1974). Hij huwde in 1946 met Eliane Orsolini-Cencelli (1923-1991), dochter van Valentino Orsolini Cencelli en kleindochter van Alberto Cencelli, beide Italiaanse parlementsleden. Ze kregen een zoon en twee dochters. Hij hertrouwde in 1994 hij met Marie-Christine Lagasse de Locht (1935-2021).
Hij vergezelde zijn ouders naar Casablanca, Rome, Teheran, Warschau en Ankara, waar zijn vader op post was. In 1943 rondde hij zijn studies rechten aan de jezuïetenschool in Beiroet af. Een jaar later werd hij in Caïro bij de Belgische strijdkrachten ingelijfd. In augustus 1944 landde zijn eenheid in Arromanches-les-Bains en in september dat jaar trokken ze Brussel binnen, waarna ze naar Nederland en Duitsland trokken.
In 1945 werd Paternotte de la Vaillée uit het leger ontslagen en een jaar later huwde hij en trad hij in dienst van Buitenlandse Zaken. Hij was attaché in Washington van 1946 tot 1949 en werkte voor het ministerie van Buitenlandse Zaken in Brussel van 1949 tot 1952. Vervolgens was hij achtereenvolgens cultureel attaché in Parijs van 1952 tot 1958, geaccrediteerd in Brazilië van 1957 tot 1962 en verantwoordelijk voor het wetenschapsbeleid van het ministerie van Buitenlandse Zaken van 1962 tot 1966. Van 1967 tot 1970 was hij ambassadeur in Beiroet, van 1970 tot 1975 was hij opnieuw geaccrediteerd in Brazilië en van 1975 tot 1979 was hij verantwoordelijk voor begeleiding van de Europees-Arabische dialoog. Paternotte de la Vaillée beëindigde zijn diplomatieke carrière als ambassadeur in Parijs van 1979 tot 1984 en bij de Heilige Stoel van 1984 tot 1988.

## Publicaties
- L'Hôtel de la Marck. Ambassade de Belgique, Parijs, Berger-Levrault, 1982.
- Plumes noires, plumes blanches. Mémoires d'ambassadeur, Colmar, Soferic, 2007.